# Olympische Winterspiele 2002/Teilnehmer (Slowenien)
| Gelbes Symbol für Goldmedaillen mit stilisierten Olympischen Ringen | Graues Symbol für Silbermedaillen mit stilisierten Olympischen Ringen | Braundes Symbol für Bronzemedaillen mit stilisierten Olympischen Ringen |
| ------------------------------------------------------------------- | --------------------------------------------------------------------- | ----------------------------------------------------------------------- |
| —                                                                   | —                                                                     | 1                                                                       |

Slowenien nahm an den Olympischen Winterspielen 2002 im US-amerikanischen Salt Lake City mit einer Delegation von 40 Athleten in acht Disziplinen teil, davon 24 Männer und 16 Frauen. Die einzige Medaille gewann die Skisprungmannschaft mit Bronze.
Fahnenträger bei der Eröffnungsfeier war der Snowboarder Dejan Košir.

## Teilnehmer nach Sportarten

### Biathlon
Männer
- Marko Dolenc
10 km Sprint: 27. Platz (26:47,0 min)
12,5 km Verfolgung: 29. Platz (36:06,1 min)
20 km Einzel: 13. Platz (53:45,8 min)
4 × 7,5 km Staffel: 10. Platz (1:28:23,6 h)

- Tomaž Globočnik
10 km Sprint: 23. Platz (26:40,0 min)
12,5 km Verfolgung: 19. Platz (34:42,6 min)
20 km Einzel: 18. Platz (54:40,6 min)
4 × 7,5 km Staffel: 10. Platz (1:28:23,6 h)

- Aleksander Grajf
10 km Sprint: 59. Platz (27:52,6 min)
12,5 km Verfolgung: 46. Platz (37:38,9 min)
4 × 7,5 km Staffel: 10. Platz (1:28:23,6 h)

- Janez Marič
10 km Sprint: 44. Platz (27:28,6 min)
12,5 km Verfolgung: 38. Platz (36:51,4 min)
20 km Einzel: 43. Platz (56:51,9 min)
4 × 7,5 km Staffel: 10. Platz (1:28:23,6 h)

- Janez Ožbolt
20 km Einzel: 82. Platz (1:03:16,2 h)

Frauen
- Tadeja Brankovič
7,5 km Sprint: 63. Platz (25:14,0 min)
15 km Einzel: 41. Platz (53:08,9 min)
4 × 7,5 km Staffel: 6. Platz (1:30:18,0 h)

- Andreja Grašič
7,5 km Sprint: 10. Platz (21:55,6 min)
10 km Verfolgung: 8. Platz (32:01,9 min)
15 km Einzel: 56. Platz (55:06,4 min)
4 × 7,5 km Staffel: 6. Platz (1:30:18,0 h)

- Dijana Grudiček
15 km Einzel: 57. Platz (55:50,3 min)
4 × 7,5 km Staffel: 6. Platz (1:30:18,0 h)

- Lucija Larisi
7,5 km Sprint: 26. Platz (22:44,7 min)
10 km Verfolgung: 29. Platz (34:40,2 min)
15 km Einzel: 25. Platz (51:12,1 min)
4 × 7,5 km Staffel: 6. Platz (1:30:18,0 h)

- Andreja Mali
7,5 km Sprint: 27. Platz (22:45,5 min)
10 km Verfolgung: 32. Platz (34:46,3 min)

### Eiskunstlauf
Frauen
- Mojca Kopač
22. Platz (31,5)

### Freestyle-Skiing
Männer
- Miha Gale
Springen: 17. Platz (in der Qualifikation ausgeschieden)

### Nordische Kombination
- Andrej Jezeršek
Sprint (Großschanze / 7,5 km): 12. Platz (17:52,8 min)
Einzel (Normalschanze / 15 km): 13. Platz (42:02,9 min)

### Ski Alpin
Männer
- Mitja Dragšič
Kombination: im Abfahrtsrennen disqualifiziert

- Drago Grubelnik
Slalom: Rennen nicht beendet

- Andrej Jerman
Abfahrt: 28. Platz (1:41,85 min)
Super-G: 21. Platz (1:24,35 min)
Kombination: Slalomrennen nicht beendet

- Jernej Koblar
Abfahrt: 33. Platz (1:42,31 min)
Super-G: 15. Platz (1:23,82 min)
Riesenslalom: 18. Platz (2:26,36 min)
Kombination: 9. Platz (3:23,47 min)

- Jure Košir
Riesenslalom: Rennen nicht beendet
Slalom: Rennen nicht beendet

- Mitja Kunc
Riesenslalom: 28. Platz (2:28,17 min)
Slalom: 8. Platz (1:43,34 min)

- Rene Mlekuž
Slalom: Rennen nicht beendet

- Uroš Pavlovčič
Riesenslalom: Rennen nicht beendet

- Peter Pen
Abfahrt: 23. Platz (1:41,66 min)
Super-G: disqualifiziert

- Gregor Šparovec
Abfahrt: 31. Platz (1:41,88 min)
Super-G: 13. Platz (1:23,52 min)
Kombination: Slalomrennen nicht beendet

Frauen
- Nataša Bokal
Slalom: 9. Platz (1:49,94 min)

- Špela Bračun
Abfahrt: 22. Platz (1:42,48 min)
Super-G: 24. Platz (1:16,35 min)

- Lea Dabič
Slalom: Rennen nicht beendet

- Alenka Dovžan
Riesenslalom: Rennen nicht beendet
Slalom: 17. Platz (1:52,65 min)

- Tina Maze
Riesenslalom: 12. Platz (2:33,36 min)

- Špela Pretnar
Riesenslalom: 20. Platz (2:35,56 min)
Slalom: 20. Platz (1:54,09 min)

- Mojca Suhadolc
Abfahrt: 28. Platz (1:43,10 min)
Super-G: 21. Platz (1:15,90 min)

### Skilanglauf
Männer
- Matej Soklič
1,5 km Sprint: 11. Platz (2:57,1 min)
20 km Verfolgung: 55. Platz (28:05,4 min)

Frauen
- Teja Gregorin
1,5 km Sprint: 34. Platz (3:25,64 min)
10 km Verfolgung: 41. Platz (14:05,4 min)
4 × 5 km Staffel: 9. Platz (51:19,6 min)

- Nataša Lačen
1,5 km Sprint: 32. Platz (3:24,90 min)
10 km klassisch: 30. Platz (30:31,3 min)
10 km Verfolgung: 23. Platz (13:15,9 min)
15 km Freistil: 32. Platz (43:05,0 min)
4 × 5 km Staffel: 9. Platz (51:19,6 min)

- Petra Majdič
10 km klassisch: 8. Platz (29:03,9 min)
10 km Verfolgung: 7. Platz (12:18,3 min)
30 km klassisch: 12. Platz (1:35:51,8 h)
4 × 5 km Staffel: 9. Platz (51:19,6 min)

- Andreja Mali
1,5 km Sprint: 7. Platz (3:25,9 min)
4 × 5 km Staffel: 9. Platz (51:19,6 min)

### Skispringen
- Damjan Fras
Normalschanze: 28. Platz (225,0)
Großschanze: 22. Platz (221,2)
Mannschaft: Bronze  (946,3)

- Robert Kranjec
Normalschanze: 15. Platz (236,0)
Großschanze: 11. Platz (237,6)
Mannschaft: Bronze  (946,3)

- Primož Peterka
Normalschanze: 10. Platz (240,5)
Großschanze: 15. Platz (233,0)
Mannschaft: Bronze  (946,3)

- Peter Žonta
Normalschanze: 13. Platz (239,5)
Großschanze: 13. Platz (234,2)
Mannschaft: Bronze  (946,3)

### Snowboard
Männer
- Tomaž Knafelj
Parallel-Riesenslalom: Qualifikationsrennen nicht beendet

- Dejan Košir
Parallel-Riesenslalom: 5. Platz